# Tiocianato di potassio
Il tiocianato di potassio (o solfocianuro di potassio) è il composto di formula KSCN ed è il sale di potassio dell'acido tiocianico. A temperatura ambiente si presenta come un solido bianco inodore. È un sale importante contenente l'anione tiocianato, SCN−, uno degli pseudoalogenuri. Il composto ha un punto di fusione relativamente basso rispetto alla maggioranza dei sali inorganici.

## Uso in sintesi chimica
Il KSCN in soluzione acquosa reagisce in modo pressoché quantitativo con Pb(NO3)2 formando Pb(SCN)2. Il tiocianato di piombo è stato usato per convertire cloruri acilici in isotiocianati.
KSCN converte il carbonato di etilene in solfuro di etilene:
KSCN  + C2H4O2CO  →  KOCN  + C2H4S  +  CO2
A questo scopo KSCN deve essere ben secco; l'acqua è rimossa fondendo KSCN sotto vuoto. In una reazione simile KSCN converte l'ossido di cicloesene nel corrispondente solfuro:
KSCN  +  C6H10O  →  KOCN  +  C6H10S
KSCN serve inoltre per la sintesi del solfuro di carbonile:
KSCN  +  2 H2SO4 + H2O  →   KHSO4  +  NH4HSO4  +  OCS

## Altri usi
Soluzioni acquose diluite di KSCN si usano a volte in film e a teatro per ottenere un effetto sangue moderatamente realistico. La soluzione di KSCN è incolore e può essere dipinta su una superficie o tenuta come tale. Quando la soluzione incolore viene a contatto con una soluzione contenente ioni Fe3+ (ad esempio cloruro ferrico) si forma una colorazione rosso sangue, dovuta ad un complesso tra ferro e ione tiocianato. Ad esempio è facile creare il trucco delle stimmate. Le due soluzioni sono incolori, e si pongono separatamente su ciascuna mano; mettendo in contatto le mani ha luogo la reazione e si ottiene l'effetto delle stimmate.